# Конденсаторная чума
Конденсаторная чума — термин для известной проблемы повышенной частоты отказов алюминиевых электролитических конденсаторов в период с 1999 года по 2007 год, произведенных в основном тайваньскими компаниями. Проблема была спровоцирована неправильным составом электролита, выделявшего водород и вызывавшего коррозию. Это сопровождалось повышением давления внутри конденсатора и нарушением его целостности. Высокая частота отказов конденсаторов имела место в разных устройствах многих известных брендов электроники, чаще всего конденсаторная чума проявляла себя в материнских платах, видеокартах и блоках питания компьютеров.

## История

### Первые сообщения
Неисправные конденсаторы были проблемой с момента их появления, но о первых дефектных конденсаторах, связанных с некачественным тайваньским сырьем, было сообщено специализированным журналом Passive Component Industry в сентябре 2002 года. Вскоре после этого ещё два журнала об электронике сообщили о широком распространении конденсаторов от тайваньских производителей и о преждевременном выходе из строя материнских плат.
Об этих публикациях сообщили инженеры и другие технически заинтересованные специалисты, но проблема не получила широкого распространения в обществе, пока американский специалист по информационным технологиям Кэри Хольцман не опубликовал статью в сообществе об оверклокинге.

### Внимание общественности
Новости о публикации Хольцмана быстро распространились в Интернете и в газетах. Отчасти на это повлияли фотографии вышедших из строя конденсаторов — они были вздутыми, а в некоторых случаях и разорванными. Эта проблема затронула многих пользователей ПК и вызвала лавину откликов в блогах и веб-сообществах.
Быстрое распространение новостей также привело к тому, что многие дезинформированные пользователи опубликовывали изображения конденсаторов, которые вышли из строя по причинам, не связанным с электролитом.

### Распространение
Большинство конденсаторов, затронутых этой проблемой, производилось с 1999 по 2003 год и выходило из строя в период с 2002 по 2005 год. Проблемы с конденсаторами, изготовленными с неправильно сформированным электролитом, затронули оборудование, выпущенное вплоть до 2007 года.
От конденсаторов с дефектным электролитом пострадали крупные производители материнских плат, такие как Abit (англ.), IBM, Dell, Apple, HP и Intel. В 2005 году компания Dell потратила около 420 миллионов долларов США на диагностику и замену материнских плат. Другие производители по незнанию собирали и продавали платы с неисправными конденсаторами, так что последствия конденсаторной чумы можно было наблюдать по всему миру.
Не все производители занимались отзывом или ремонтом продукции, так что в Интернете появились инструкции по самостоятельному ремонту.

### Ответственность
В номере журнала Passive Component Industry за ноябрь/декабрь 2002 года сообщалось, что некоторые крупные тайваньские производители электролитических конденсаторов отказались нести ответственность за дефектные продукты.
Несмотря на подтверждение проблемы крупными компаниями, определить источник неисправных компонентов не представлялось возможным. Дефектные конденсаторы были отмечены ранее неизвестными марками, такими как Tayeh, Choyo или Chhsi. Эти бренды не были связаны с крупными компаниями. Конденсаторы известных торговых марок если и выходили из строя, то по причинам, не связанным с электролитом.
Производитель материнских плат ABIT Computer Corp. стал единственным производителем, который публично признал, что в его продуктах использовались дефектные конденсаторы, полученные от тайваньских производителей. Тем не менее, компания не раскрыла имя производителя неисправных конденсаторов.

### Промышленный шпионаж
В статье 2003 года в The Independent утверждалось, что причина неисправности конденсаторов была на самом деле из-за неверно скопированной формулы. В 2001 году учёный, работающий в японской корпорации Rubycon, украл ошибочную формулу электролита, после чего начал работать в компании Luminous Town Electric в Китае. В том же году коллеги учёного покинули Китай, снова похитив неверную формулу и переехав на Тайвань, где они создали собственную компанию, производящую заведомо неисправные конденсаторы.

## Признаки

### Общие характеристики
Электролитические конденсаторы из нетвердого алюминия с неправильно сформированным электролитом в основном принадлежали к серии конденсаторов с низким эквивалентным последовательным сопротивлением (ЭПС), низким импедансом и током с высокой пульсацией. Преимущество конденсаторов, использующих электролит, состоящий из 70 % воды или более, заключается, в частности, в низких производственных затратах, поскольку вода является наименее дорогостоящим материалом.

### Преждевременный выход из строя
Все конденсаторы с жидким электролитом со временем стареют из-за его испарения. Ёмкость обычно уменьшается, а ЭПС увеличивается. Обычный срок службы конденсатора с жидким электролитом, рассчитанного на 2000 часов при 85 °С и работающего при 40 °С, составляет примерно 6 лет. Для конденсатора, рассчитанного на 1000 часов при 105 °C, работающего при 40 °C, срок годности может быть более 10 лет. Конденсаторы, работающие при более низких температурах, могут иметь ещё более длительный срок службы.
Конденсаторы считается неисправным после снижения ёмкости до 70 % от номинального значения и возрастания ЭПС по сравнению с номиналом. Срок службы конденсатора с неверной формулой электролита может составлять всего два года, такой конденсатор может преждевременно выйти из строя после примерно 30—50 % его ожидаемого срока службы.

### Электрические характеристики
Электрические характеристики вышедшего из строя вскрытого конденсатора следующие:
- значение ёмкости уменьшается до значения ниже номинального;
- ЭПС увеличивается до очень высоких значений.

Вскрытые конденсаторы находятся в процессе высыхания, независимо от того, имеют ли они хороший или плохой электролит. Они всегда показывают низкие значения ёмкости и очень высокие значения ЭПС.
Алюминиевые конденсаторы с неправильной формулой электролита, переставшие работать без видимых симптомов, обычно имеют два признака:
- относительно высокий и колеблющийся ток утечки;
- увеличенное значение ёмкости, вдвое превышающее номинальное значение, которое колеблется после нагревания и охлаждения корпуса конденсатора.

### Внешние симптомы
При проверке сломанного электронного устройства вышедшие из строя конденсаторы могут быть легко распознаны по следующим видимым признакам:
- выпуклость защитного отверстия сверху конденсатора;
- сломанный или потрескавшийся разрез, часто сопровождаемый видимыми коричневыми или красными отложениями электролита, похожими на ржавчину.
- резкий запах, напоминающий подгоревшее мясо, исходящий из системного блока.

Вытекший электролит можно спутать с клеем, который используется для защиты конденсаторов от механических воздействий. Тёмно-коричневая или чёрная корка на конденсаторе обычно является клеем, а не электролитом. Сам клей безвреден.

## Расследование

### Последствия промышленного шпионажа
Конденсаторная чума была вызвана кражей формулы электролита. Ученый-материаловед, работающий в Японии на компанию Rubycon, уволился, украв секретную формулу электролита на водной основе для конденсаторов Rubycon серии ZA и ZL, после чего начал работать в китайской компании, где разработал копию этого электролита. Затем некоторые сотрудники, уволившиеся из китайской компании, снова скопировали неполную формулу и начали продавать её производителям алюминиевого электролита на Тайване, что привело к снижению цен у японских производителей. В нём отсутствовали важные запатентованные ингредиенты, необходимые для долгосрочной и стабильной работы конденсаторов. В результате внутри конденсатора выделялся водород.
Судебные иски, связанные с предполагаемой кражей электролитных формул, не подавались. Независимый лабораторный анализ дефектных конденсаторов показал, что преждевременный отказ в основном был связан с повышенным содержанием воды и отсутствием ингибиторов.

### Неполная формула электролита
Образование водорода, бывшее причиной конденсаторной чумы, продемонстрировали два исследователя из Мэрилендского университета.
С помощью ионообменной хроматографии и масс-спектрометрии они определили, что в дефектных конденсаторах присутствовал газообразный водород, из-за чего происходило вздутие или разрыв корпуса конденсатора. Таким образом, было доказано, что окисление происходит в соответствии с первой стадией образования оксида алюминия.
Поскольку в электролитических конденсаторах положено уменьшать избыток водорода с помощью восстанавливающих или деполяризующих соединений для сброса давления, исследователи искали такие вещества. Никаких следов этих соединений в неисправных конденсаторах обнаружено не было.
В конденсаторах, где повышение внутреннего давления было достаточно велико, чтобы корпус уже вздулся, но еще не вскрылся, требовалось измерить значение pH электролита. С помощью энергодисперсионной рентгеновской спектроскопии был обнаружен алюминий, растворяющийся только в щелочных соединениях. Электролит неисправных тайваньских конденсаторов был щелочным с pH от 7 до 8. Качественные японские конденсаторы имели кислый электролит с pH около 4.
Для защиты алюминия от растворения в электролите на основе воды используются ингибиторы. Они упоминаются в патентах на конденсаторы с водным электролитом. Поскольку в составе отсутствовали фосфат-ионы, а электролит в тайваньских конденсаторах был также щелочным, изделиям явно не хватало защиты от взаимодействия с водой.